# Travis Walker
Travis Walker (ur. 22 czerwca 1979 w Tallahassee, Floryda) – amerykański bokser wagi ciężkiej.

## Kariera amatorska
W 2003 roku Travis Walker zwyciężył w turnieju Golden Gloves, w kategorii super ciężkiej, pokonując w finale Travisa Kaufamana. Bilans amatorski walk Walkera wynosi 26 zwycięstw i 8 porażek.

## Kariera zawodowa
30 lipca 2004 roku Travis Walker zadebiutował w boksie zawodowym. W pierwszej rundzie, przez techniczny nokaut pokonał Rossa Brantleya.
19 października 2007 Walker w swoim 27 pojedynku, doznał pierwszej porażki. Przegrał już w pierwszej rundzie z TJ Wilsonem.
29 listopada 2008 Travis Walker zmierzył się z Chrisem Arreolą, a pojedynek miał miano eliminatora federacji IBF. W trzeciej rundzie, przez techniczny nokaut zwyciężył Arreola. Stawką walki były także pasy WBC Americas oraz pas NABF.
17 lipca 2009 Walker uległ już w pierwszej rundzie Manuelowi Quezadzie, w walce o pas WBC Carribean.
20 marca 2010 Walker stoczył pojedynek z Johnathonem Banksem o pas NABF. W szóstej rundzie Walker poniósł porażkę przez techniczny nokaut.
19 listopada 2010 Travis Walker przegrał z Rusłanem Czagajewem, jednogłośnie na punkty po ośmiu rundach, stosunkiem 75:77, 75:78 i 76:77.
22 października 2011 Walker odniósł swoją siódmą porażkę w zawodowej karierze. Po dwunastu rundach, uległ jednogłośnie na punkty Kubratowi Pulewowi, stosunkiem 109:119, 109:118 i 111:117. Stawką pojedynku był interkontynentalny pas federacji IBF.
7 marca 2012 Travis Walker pokonał w szóstej rundzie, przez techniczny nokaut Kaliego Meehana, w walce o pas IBF Pan Pacific.
8 września 2012 Travis Walker zmierzył się z Polakiem Tomaszem Adamkiem. Podczas emocjonującej walki, w drugiej rundzie obaj pięściarze zaliczyli nokdauny. W piątej rundzie po prawym sierpowym Adamka, Travis Walker przyjął całą serię ciosów, po której sędzia, Eddie Cotton przerwał pojedynek. Była to pierwsza obrona pasa IBF North America przez Tomasza Adamka.
12 grudnia 2014 Travis Walker zmierzył się w Polakiem Mariuszem Wachem. Podczas "Windoor Boxing Night" w Radomiu, Walker uległ Polakowi w 6. rundzie przez TKO.